# Liste der Kulturdenkmale in Saupsdorf
Die Liste der Kulturdenkmale in Saupsdorf enthält die in der amtlichen Denkmalliste des Landesamtes für Denkmalpflege Sachsen ausgewiesenen Kulturdenkmale im Sebnitzer Ortsteil Saupsdorf.
Die Anmerkungen sind zu beachten.
Diese Liste ist eine Teilliste der Liste der Kulturdenkmale in Sebnitz. 

Diese Liste ist eine Teilliste der Liste der Kulturdenkmale im Landkreis Sächsische Schweiz-Osterzgebirge. 

Diese Liste ist eine Teilliste der Liste der Kulturdenkmale in Sachsen.

## Legende
- Bild: Bild des Kulturdenkmals, ggf. zusätzlich mit einem Link zu weiteren Fotos des Kulturdenkmals im Medienarchiv Wikimedia Commons. Wenn man auf das Kamerasymbol klickt, können Fotos zu Kulturdenkmalen aus dieser Liste hochgeladen werden:
- Bezeichnung: Denkmalgeschützte Objekte und ggf. Bauwerksname des Kulturdenkmals
- Lage: Straßenname und Hausnummer oder Flurstücknummer des Kulturdenkmals. Die Grundsortierung der Liste erfolgt nach dieser Adresse. Der Link (Karte) führt zu verschiedenen Kartendiensten mit der Position des Kulturdenkmals. Fehlt dieser Link, wurden die Koordinaten noch nicht eingetragen. Sind diese bekannt, können sie über ein Tool mit einer Kartenansicht einfach nachgetragen werden. In dieser Kartenansicht sind Kulturdenkmale ohne Koordinaten mit einem roten bzw. orangen Marker dargestellt und können durch Verschieben auf die richtige Position in der Karte mit Koordinaten versehen werden. Kulturdenkmale ohne Bild sind an einem blauen bzw. roten Marker erkennbar.
- Datierung: Baubeginn, Fertigstellung, Datum der Erstnennung oder grobe zeitliche Einordnung entsprechend des Eintrags in der sächsischen Denkmaldatenbank
- Beschreibung: Kurzcharakteristik des Kulturdenkmals entsprechend des Eintrags in der sächsischen Denkmaldatenbank, ggf. ergänzt durch die dort nur selten veröffentlichten Erfassungstexte oder zusätzliche Informationen
- ID: Vom Landesamt für Denkmalpflege Sachsen vergebene, das Kulturdenkmal eindeutig identifizierende Objekt-Nummer. Der Link führt zum PDF-Denkmaldokument des Landesamtes für Denkmalpflege Sachsen. Bei ehemaligen Kulturdenkmalen können die Objektnummern unbekannt sein und deshalb fehlen bzw. die Links von aus der Datenbank entfernten Objektnummern ins Leere führen. Ein ggf. vorhandenes Icon  führt zu den Angaben des Kulturdenkmals bei Wikidata.

## Saupsdorf
| Bild                                    | Bezeichnung                                                                                                | Lage                                     | Datierung                               | Beschreibung | ID       |
| --------------------------------------- | --- | ---------------------------------------- | --------------------------------------- | --- | -------- |
| Direkt Bild zu diesem Denkmal hochladen | Gedenkstein                                                                                                |                                          |                                         | Gedenkstein; Granitblock mit Relief und Aufschrift: »Nie wieder Krieg«, geschichtlich von Bedeutung. | 09254748 |
| Weitere Bilder                          | Wohnstallhaus (Umgebinde)                                                                                  | Am Schäferberg 4 (Karte)                 | bez. 1834                               | Obergeschoss Fachwerk, baugeschichtliche Bedeutung. Umgebinde rechts 2/2/1,5 Joche, Dachdeckung und Giebel Schiefer, große Umgebinde-Jochweiten, prägt das Ortsbild durch die Höhenlage mit. | 09254596 |
| Weitere Bilder                          | Richtermühle                                                                                               | An der Richtermühle 1 (Karte)            | bez. 1794                               | Wohnmühlenhaus der Richtermühle. Das Gebäude wurde 1794 durch den Saupsdorfer Erblehnrichter Johann Christlieb Thiermann errichtet. Ein Brand vernichtete 1862 das eigentliche Mühlengebäude, das Wohnhaus erlitt nur geringe Schäden. Der Mahlbetrieb gestaltete sich nur wenig rentabel, davon zeugen mehr als 10 Besitzerwechsel, die zwischen 1868 und 1953 stattfanden. Der Mahlbetrieb wurde 1953 eingestellt. Bereits seit 1912 hatte die Mühle auch das Recht zum Ausschank erhalten. – Obergeschoss zum Teil noch Fachwerk, baugeschichtliche und ortsgeschichtliche Bedeutung, doppelte Biberschwanzdeckung, Mansarddach mit Walm. | 09254627 |
| Direkt Bild zu diesem Denkmal hochladen | Sachgesamtheitsbestandteil der Sachgesamtheit Todesmarsch Schwarzheide–Theresienstadt 1945 mit Gedenktafel | An der Richtermühle 1 (Karte)            | 1980er Jahre                            | Sachgesamtheitsbestandteil der Sachgesamtheit Todesmarsch Schwarzheide–Theresienstadt 1945 mit Gedenktafel an den Vorbeizug der KZ-Häftlinge am 23. April 1945 (Sachgesamtheit ID-Nr. 09299874) – ortsgeschichtlich von Bedeutung, Tafel an der Eingangsfront der Richtermühle zur Saupsdorfer Straße. Krankheit, Schwäche und Hunger erzwangen hier eine Rast. Der Text lautet: „Am 21. April 1945 erreichte der Häftlingszug aus dem KZ Schwarzheide diese Mühle. Die Häftlinge stürzten zum Bach hinunter, um zu trinken. SS-Männer prügelten sie in die Kolonne zurück“. | 09299867 |
| Weitere Bilder                          | Waldmühle                                                                                                  | An der Richtermühle 2 (Karte)            | 1851                                    | Auszugshaus der Waldmühle – Am Standort bestand bereits seit 1623 eine Brettmühle. Das heute noch vorhandene Wohnhaus wurde 1851 durch die Familie Hempel errichtet, welche die Mühle seit 1795 betrieben. Der Mühlenbetrieb wurde im Ersten Weltkrieg eingestellt, 1941 wurde die Schneidemühle abgebrochen, so dass heute nur noch das Wohnhaus vorhanden ist. Obergeschoss Fachwerk, u. a. baugeschichtliche Bedeutung, Giebel verbrettert, Krüppelwalmdach, saniert. | 09254628 |
| Weitere Bilder                          | Wohnstallhaus (Umgebinde)                                                                                  | Gerberweg 5 (Karte)                      | bez. 1846                               | Obergeschoss Fachwerk, u. a. baugeschichtliche Bedeutung, Umgebinde links 2/2 Joche, Dach Schiefer, im Erdgeschoss Sandsteinquadermauerwerk, Fachwerk verkleidet, Giebel, Schiefer, Umgebinde mit „Schlussstein“, Stichbogenportal. | 09254595 |
|                                         | Sachgesamtheitsbestandteil der Sachgesamtheit Todesmarsch Schwarzheide–Theresienstadt 1945 mit Gedenkstein | Hinteres Räumicht (Karte)                | nach 1945                               | Sachgesamtheitsbestandteil der Sachgesamtheit Todesmarsch Schwarzheide–Theresienstadt 1945, mit Gedenkstein für ermordete KZ-Häftlinge (Sachgesamtheit ID-Nr. 09299874) – ortsgeschichtlich von Bedeutung. Vorderes Räumicht an der Hinterhermsdorfer Straße. Acht Männer wurden hier niedergeschossen und in den Bach geworfen. Frau Berta Glaser beobachtete das Geschehen mit dem Fernglas. Die Inschrift lautet: „Am 23. April 1945 wurden hier Häftlinge der Todeskolonne aus Schwarzheide – Ernst Stein, Josef Kohut, Franz Grünfeld, Otto Ledec, Victor Weisel, ein unbekannter Franzose und ein Pole von den SS-Mördern erschossen“. | 09254594 |
| Weitere Bilder                          | Saupsdorfer Hütte                                                                                          | Hinteres Räumicht 1 (Karte)              | bez. 1818 (Schlussstein)                | Wohnstallhaus (Umgebinde) – Obergeschoss Fachwerk, baugeschichtliche und ortsgeschichtliche Bedeutung. Das Haus wurde 1818 von Johann Gottlieb Willkomm als Ersatz eines älteren Häusleranwesens errichtet. Willkomm betrieb hier eine Garnbleiche und im geringen Umfang Landwirtschaft. Umgebinde rechts 4/1 Joche, seitlich verbrettert, Krüppelwalmdach, Sandsteingewände, korbbogige Tür mit Schlussstein, Blockstube verschalt, malerische Lage. | 09254624 |
|                                         | Wohnhaus (Umgebinde)                                                                                       | Hinteres Räumicht 5 (Karte)              | um 1800                                 | eingeschossiger Wohnbau, baugeschichtlich von Bedeutung, Umgebinde links 2/3 Joche, Sandsteingewände, Giebel verbrettert, Umgebinde verschalt. | 09254622 |
| Weitere Bilder                          | Wohnhaus (Umgebinde)                                                                                       | Hinteres Räumicht 9 (Karte)              | 1896 (Auskunft)                         | Obergeschoss Fachwerk, baugeschichtliche Bedeutung, Umgebinde rechts 2/3/2 Joche, Fachwerk verbrettert, Blockstube, spitzes Satteldach. | 09254621 |
| Direkt Bild zu diesem Denkmal hochladen | Wohnhaus (Umgebinde)                                                                                       | Hinteres Räumicht 15 (Karte)             | bez. 1863                               | Obergeschoss Fachwerk, u. a. baugeschichtliche Bedeutung, Umgebinde rechts 2/2/1 Joche, Fachwerk verbrettert, Giebel vorkragend, Eingangsvorbau im 1. Stock, Umgebinde und Blockstube verschalt, Sandsteingewände, ein Fenstersturz bezeichnet 1766 | 09254620 |
| Direkt Bild zu diesem Denkmal hochladen | Wohnstallhaus (Umgebinde)                                                                                  | Hinteres Räumicht 16 (Karte)             | um 1800                                 | Obergeschoss Fachwerk, baugeschichtliche Bedeutung. Umgebinde rechts 2/2/1 Joche, verbrettert, Blockstube erhalten, mit Schwalbenschwanzverblattung, Giebel vorkragend | 09254619 |
| Weitere Bilder                          | Gnauckmühle                                                                                                | Hinteres Räumicht 17 (Karte)             | um 1890                                 | Ehem. Wohnmühlenhaus der Gnauckmühle – Die Mühle entstand 1878 als Sägemühle. Bauherr war Gustav Röllig, dessen Familie auch die Rölligmühle (Hinteres Räumicht 3) betrieb. Die Mühle wurde deshalb anfangs auch als Obere Rölligmühle bezeichnet. Die Bezeichnung Gnauckmühle kam um 1920 auf, als Max Gnauck die Witwe des Mühlengründers heiratete. Der Mahlbetrieb wurde 1953 eingestellt. Das Anwesen wurde bis 1989 als Kinderferienlager genutzt. Die Schneidemühle befand sich in dem Anbau auf der Westseite des Mühlenwohnhauses. dazu flachbogige Brücke aus Sandsteinkuben, dahinter liegend Radkammer – technisches Denkmal. Wohnhaus: Obergeschoss Fachwerk, Dachüberstand mit behauenen Sparren, Erdgeschoss Sandsteingewände, Korbbogenportal mit kleiner Treppe. | 09254618 |
| Direkt Bild zu diesem Denkmal hochladen | Sachgesamtheitsbestandteil der Sachgesamtheit Todesmarsch Schwarzheide–Theresienstadt 1945 mit Gedenktafel | Hinteres Räumicht 17 (Karte)             | 1980er Jahre                            | Sachgesamtheitsbestandteil der Sachgesamtheit Todesmarsch Schwarzheide–Theresienstadt 1945 mit Gedenktafel für ermordete KZ-Häftlinge (Sachgesamtheit ID-Nr. 09299874) – ortsgeschichtlich von Bedeutung. Die schwer erkrankten Männer wurden am Abend des 21. April an diesen Ort gebracht und in eine 100 m entfernte Lehmgrube geworfen. Augenzeugen berichten, einige wären noch am Leben gewesen. Die Inschrift lautet: „Am 21. April 1945 ermordete hier ein SS Kommando der Todeskolonne aus dem KZ Schwarzheide die Antifaschisten Harry Braun, Josef Lichtenstein, Josef Rucicka, Paul Polaccek, Oskar Sobota, und einen unbekannten Franzosen“. | 09299869 |
|                                         | Wohnhaus (Umgebinde)                                                                                       | Hinterhermsdorfer Straße 1 (Karte)       | bez. 1835 (Schlussstein)                | Obergeschoss Fachwerk, u. a. baugeschichtliche Bedeutung. Umgebinde rechts 2/2/1 Joche, Dach Schiefer, Fachwerk verschiefert, Umgebinde verschalt, korbbogige Tür mit Schlussstein. | 09254599 |
| Weitere Bilder                          | Wohnstallhaus (Umgebinde)                                                                                  | Hinterhermsdorfer Straße 9 (Karte)       | um 1800                                 | Obergeschoss Fachwerk, u. a. baugeschichtliche Bedeutung, Umgebinde rechts 2/2 Joche, verbrettert, Giebel schwarzweiß verschiefert, Umgebinde auf Sandsteinsockel, Blockstube erhalten. | 09254598 |
| Direkt Bild zu diesem Denkmal hochladen | Portal eines Wohnstallhauses                                                                               | Hohe 3 (Karte)                           | bez. 1833                               | Portal eines Wohnstallhauses, mit Schlussstein (ICM), vor dem Haus Granittrog. | 09254577 |
| Direkt Bild zu diesem Denkmal hochladen | Auszugshaus (Umgebinde) eines Vierseithofes                                                                | Hohe 11 (Karte)                          | 1. Hälfte 19. Jh.                       | Obergeschoss Fachwerk, baugeschichtlich relevant, Umgebinde links 2/2/2 Joche, verbrettert, Giebel ebenso, Blockstube, Umgebinde flachbogig. | 09254578 |
|                                         | Wohnhaus (Umgebinde)                                                                                       | Hohe 23 (Karte)                          | bez. 1868 (Türstock)                    | Obergeschoss Fachwerk, baugeschichtlich von Bedeutung. Umgebinde rechts 2/3/1 Joche, Dach Schiefer, Fachwerk böhmisch verbrettert, Sandsteinkorbbogenportal, Blockstube entfernt (?) | 09254584 |
| Direkt Bild zu diesem Denkmal hochladen | Wohnhaus                                                                                                   | Hohe 27 (Karte)                          | 2. Hälfte 19. Jh.                       | Obergeschoss Fachwerk, baugeschichtlich von Bedeutung, Dach Schiefer, zum Teil verbrettert, ein Giebel massiv, Korbbogen-Sandsteinportal. | 09254587 |
| Weitere Bilder                          | Wohnhaus                                                                                                   | Mittelweg 3 (Karte)                      | 1838 (Auskunft)                         | Obergeschoss Fachwerk, regionaltypisch, baugeschichtlich von Bedeutung. Erdgeschoss saniert, Giebel ornamental verschiefert, Krüppelwalmdach. | 09254617 |
| Weitere Bilder                          | Wohnhaus (Umgebinde) und daran angebautes Seitengebäude eines Hakenhofes                                   | Mittelweg 5 (Karte)                      | um 1800                                 | Obergeschoss Fachwerk, baugeschichtliche Bedeutung. Umgebinde rechts 2/2 Joche, Dach Schiefer, vorderer Teil Krüppelwalmdach, profilierte Umgebinde-Säulen, Bogen gebeilt. | 09254600 |
| Weitere Bilder                          | Wohnhaus (Umgebinde) und daran angebautes Seitengebäude eines Hakenhofes                                   | Mittelweg 7 (Karte)                      | 1. Hälfte 19. Jh.                       | Obergeschoss Fachwerk, baugeschichtliche Bedeutung. Umgebinde 2/3/2 Joche, Dach Schiefer, Giebel mit Sonnenmotiv verschiefert, Krüppelwalmdach, Umgebinde mit „Schlussstein“, Blockstube. | 09254601 |
| Direkt Bild zu diesem Denkmal hochladen | Wohnhaus                                                                                                   | Niederdorfstraße 3 (Karte)               | um 1800                                 | Obergeschoss Fachwerk, bild- und strukturprägend, baugeschichtliche Bedeutung, ornamental verschiefert, eine Seite Sicht-Fachwerk. | 09254655 |
|                                         | Granittrog                                                                                                 | Niederdorfstraße 5 (bei) (Karte)         | bez. 1858                               | Wassertrog | 09254593 |
| Direkt Bild zu diesem Denkmal hochladen | Wohnhaus                                                                                                   | Niederdorfstraße 11 (Karte)              | 2. Hälfte 19. Jh.                       | Obergeschoss Fachwerk, bildprägend, baugeschichtlich von Bedeutung, ornamental verschiefert. | 09254579 |
| Weitere Bilder                          | Wohnhaus (Umgebinde)                                                                                       | Niederdorfstraße 13 (Karte)              | 1. Hälfte 19. Jh.                       | eingeschossiger Wohnbau, bildprägend und baugeschichtliche Bedeutung, Umgebinde links 2/3 Joche, eingeschossig, hinterer Teil massiv, Giebel verbrettert, flachbogiges Umgebinde, Blockstube. | 09254581 |
| Weitere Bilder                          | Wohnhaus (Umgebinde)                                                                                       | Niederdorfstraße 14 (Karte)              | 1. Hälfte 19. Jh.                       | ohne Anbau über Eck, Obergeschoss Fachwerk, baugeschichtliche Bedeutung, Umgebinde links 2/2 Joche, verkleidet/verbrettert, Umgebinde und Blockstube. | 09254580 |
|                                         | Wohnhaus (Umgebinde) und Seitengebäude eines Hakenhofes                                                    | Niederdorfstraße 15 (Karte)              | um 1830, Kern älter                     | Obergeschoss Fachwerk, stattlicher Hakenhof, bildprägend, baugeschichtlich von Bedeutung. Mit flachbogiger Durchfahrt, Krüppelwalmdach, profilierte Umgebinde-Säulen, Blockstube, korbbogiges Sandsteinportal mit Schlussstein, originales Türblatt. | 09254582 |
| Weitere Bilder                          | Wohnhaus (Umgebinde)                                                                                       | Niederdorfstraße 18 (Karte)              | bez. 1834 (Türstock)                    | Obergeschoss Fachwerk, bild- und strukturprägend, baugeschichtliche Bedeutung. Umgebinde rechts 2/2/1 Joche, verbrettert, im Giebel Sonnenmotiv, zwei Joche verkleidet, Blockstube vorhanden. | 09254583 |
| Weitere Bilder                          | Wohnhaus (Umgebinde)                                                                                       | Niederdorfstraße 25 (Karte)              | Mitte 19. Jh.                           | Obergeschoss Fachwerk, baugeschichtliche Bedeutung. Umgebinde rechts 2/2 Joche, Fachwerk aufgebrettert, Giebel verbrettert, große Jochweiten, Blockstube. | 09254588 |
| Weitere Bilder                          | Wohnstallhaus (Umgebinde)                                                                                  | Niederdorfstraße 26 (Karte)              | bez. 1859 (Türstock)                    | Obergeschoss Fachwerk, trotz Substanzverlust baugeschichtlich von Bedeutung. Umgebinde rechts 2/2 Joche, oberer Teil verbrettert, korbbogiges Sandsteinportal, Umgebinde mit profilierten Säulen, Bogen gebeilt. | 09254585 |
| Weitere Bilder                          | Wohnstallhaus (Umgebinde)                                                                                  | Oberdorf 29 (Karte)                      | bez. 1857                               | Obergeschoss Fachwerk, u. a. baugeschichtliche Bedeutung, Umgebinde rechts 2/3 Joche, böhmisch verbrettert, Giebelspitze Schiefer, Erdgeschoss Sandsteingewände, Umgebinde und Blockstube verschalt. | 09254607 |
|                                         | Wohnstallhaus (Umgebinde)                                                                                  | Oberdorf 30 (Karte)                      | 1. Hälfte 19. Jh.                       | Obergeschoss Fachwerk, Konstruktion authentisch, baugeschichtlich von Bedeutung. Umgebinde rechts 2/3 Joche, zum Teil Umgebinde und Blockstube unverschalt, Obergeschoss verbrettert, Giebel mit Holzschindeln verkleidet. | 09254608 |
| Direkt Bild zu diesem Denkmal hochladen | Wohnhaus                                                                                                   | Oberdorf 31 (Karte)                      | 1. H. 19. Jh.                           | Obergeschoss Fachwerk, baugeschichtliche Bedeutung. | 09303439 |
| Direkt Bild zu diesem Denkmal hochladen | Wohnhaus                                                                                                   | Schulweg 4 (Karte)                       | bez. 1796                               | Obergeschoss Fachwerk, baugeschichtliche und evtl. ortsgeschichtliche Bedeutung, verbrettert, Mansardwalmdach, korbbogige Tür mit Schlussstein, Sandsteingewände. | 09254614 |
| Direkt Bild zu diesem Denkmal hochladen | Ehem. Schmiedescheune                                                                                      | Schulweg 6 (Karte)                       | ab 18. Jh.                              | Ehemalige Schmiedescheune, wird transloziert | 09303440 |
| Weitere Bilder                          | Wohnhaus (Umgebinde), Seitengebäude und Auszugshaus (Umgebinde) eines Bauernhofes sowie ein Trog           | Schulweg 10; 12 (Karte)                  | Ende 18. Jh.                            | baugeschichtlich von Bedeutung. Umgebinde rechts 2/2/2 Joche, Wohnhaus: Obergeschoss Fachwerk, Giebel und eine Seite dreifarbig mit Sonnenmotiv verschiefert, Teile der Blockstube erhalten, im Erdgeschoss Sandsteingewände, Sandsteinsockel, davor Granittrog, Nebengebäude: mit Oberlaube, holzverbrettert, Ausgedinge: Obergeschoss Fachwerk, böhmisch verbrettert, Blockstube erhalten. | 09254602 |
| Weitere Bilder                          | Wohnstallhaus (Umgebinde, Obergeschoss Fachwerk)                                                           | Schustergasse 2 (Karte)                  | bez. 1821                               | baugeschichtliche Bedeutung, Umgebinde rechts 2/3 Joche, verbrettert, Stichbogenportal (Sandstein), Blockstube verschalt. | 09254597 |
| Direkt Bild zu diesem Denkmal hochladen | Wohnhaus                                                                                                   | Schustergasse 11 (Karte)                 | 1851 (Auskunft)                         | Obergeschoss Fachwerk, baugeschichtliche Bedeutung, Dach Schiefer, teils verbrettert, teils verschiefert, Sandsteinkorbbogenportal. | 09254590 |
| Direkt Bild zu diesem Denkmal hochladen | Wohnstallhaus eines Bauernhofes, mit Einfriedung                                                           | Sebnitzer Straße 1 (Karte)               | bez. 1855                               | baugeschichtliche Bedeutung. Bildprägend, im Erdgeschoss Segmentbogentüren, eine mit gerader profilierter Bedachung, Obergeschoss und Drempel Sandsteinquader, Kranzgesims. | 09254657 |
| Direkt Bild zu diesem Denkmal hochladen | Torbogen am ehemaligen Erbgerichtshof                                                                      | Sebnitzer Straße 2; 4 (zwischen) (Karte) | 19. Jh.                                 | heimatgeschichtliche Bedeutung, Sandsteinquader, hufeisenförmige Einfahrt, daneben Eingang, kleines Dach. | 09254654 |
| Direkt Bild zu diesem Denkmal hochladen | Sachgesamtheitsbestandteil der Sachgesamtheit Todesmarsch Schwarzheide–Theresienstadt 1945 mit Gedenktafel | Sebnitzer Straße 6 (neben) (Karte)       | 1980er Jahre                            | Sachgesamtheitsbestandteil der Sachgesamtheit Todesmarsch Schwarzheide–Theresienstadt 1945 mit Gedenktafel an den Vorbeizug der KZ-Häftlinge an der Stützmauer neben dem Gasthof »Zur Schmiede« am 23. April 1945 (Sachgesamtheit ID-Nr. 09299874) – ortsgeschichtlich von Bedeutung, am Ortseingang Saupsdorf, hier lagerte die Kolonne vom 21. bis 23. April 1945, die Inschrift lautet: „Vom 21. bis zum 23. April 1945 lagerten in den Gehöften Sturm, Berger und Henke die KZ-Häftlinge der Todeskolonne aus Schwarzheide. Der 16-jährige Jaroslav Fried verteilte Getreidekörner gegen den Hunger!“ | 09299871 |
| Direkt Bild zu diesem Denkmal hochladen | Wegestein                                                                                                  | Vorderes Räumicht (Karte)                | 19. Jh.                                 | verkehrsgeschichtlich von Bedeutung, Höhe ca. 1,30 m, halbrunder Abschluss. | 09254626 |
| Weitere Bilder                          | Räumichtmühle                                                                                              | Vorderes Räumicht 10 (Karte)             | bez. 1811                               | Ehem. Wohnmühlenhaus (Umgebinde, Obergeschoss Fachwerk) – bau- und ortsgeschichtliche Bedeutung. Am Standort befand sich vermutlich schon im 15. Jahrhundert die Saupsdorfer Dorfmühle. Sie ist auch auf der Karte der ersten kursächsischen Landesaufnahme (1592) von Matthias Oeder verzeichnet. Das erhaltene Haupthaus wurde 1811 vom damaligen Müller Johann Gottfried Sturm als Ersatz des alten Wohn- und Mühlhauses errichtet. Zur Unterscheidung der oberhalb gelegenen Rölligmühle (Hinteres Räumicht 3) wurde die Räumichtmühle zeitweise auch als Niedermühle bezeichnet. Seit Mitte des 19. Jahrhunderts diente die Mühle auch als Ausschank. Der Betrieb der Mahl- und Brettmühle wurde 1904 eingestellt. Die Gebäude dienten in den folgenden Jahrzehnten als Gasthaus. Diese Nutzung wurde mittlerweile eingestellt. Umgebinde rechts 3/2 Joche, Giebelspitze verbrettert, Umgebinde ausgemauert, Sandsteingewände, korbbogige Türen mit Schlusssteinen. | 09254625 |
| Weitere Bilder                          | Dorfkirche und Kirchhof Saupsdorf sowie Kriegerdenkmal                                                     | Wachbergstraße (Karte)                   | 1840–1842                               | Kirche sowie Kirchhof, Kriegerdenkmal (zwei Tafeln an der Ostwand der Kirche) und Einfriedung – neoromanische Kirche, baugeschichtlich und ortsgeschichtlich von Bedeutung. Mit Ostturm, einheitliche klassizistische Ausstattung, zwei Sandsteintafeln mit Namen der Gefallenen des Ersten Weltkrieges zwischen den Eingängen. | 09254613 |
| Direkt Bild zu diesem Denkmal hochladen | Sachgesamtheitsbestandteil der Sachgesamtheit Todesmarsch Schwarzheide–Theresienstadt 1945 mit Gedenkstele | Wachbergstraße (Karte)                   | 1980er Jahre                            | Sachgesamtheitsbestandteil der Sachgesamtheit Todesmarsch Schwarzheide–Theresienstadt 1945 mit Gedenkstele für ermordete KZ-Häftlinge (Sachgesamtheit ID-Nr. 09299874) – ortsgeschichtlich von Bedeutung. Diese Stele trägt den Namen der in Saupsdorf ermordeten Häftlinge, die nach dem Kriege exhumiert und hier bestattet wurden: Man fand die Erschossenen an der Gnauckmühle (2 km entfernt) und der Rölligmühle (1 km entfernt). Die Inschriften lauten: „Schwarzheide – Saupsdorf – Hinterhermsdorf – Varnsdorf – Theresienstadt. Ruhestätte der während des Häftlingsmarsches April/Mai 1945 in Saupsdorf ermordeten Stern, Ernst – Ledec, Otto – Braun, Harry – Sobota, Oskar – Polacek, Paul – Weisel, Viktor – Grünfeld, Franz – Lichtenstein, Josef – Ruzicka, Josef – ein unbekannter Franzose – ein unbekannter Pole“. Rückseite: „Die Toten mahnen uns“.                                                                                                 | 09299870 |
| Direkt Bild zu diesem Denkmal hochladen | Wohnhaus                                                                                                   | Wachbergstraße 5 (Karte)                 | Kern um 1800                            | Obergeschoss Fachwerk, baugeschichtliche Bedeutung. Giebel verbrettert, hinterer Teil Obergeschoss verbrettert, Sandsteingewände. | 09254615 |
| Direkt Bild zu diesem Denkmal hochladen | Granittrog                                                                                                 | Wachbergstraße 9 (Karte)                 | bez. 1838                               | | 09254612 |
| Weitere Bilder                          | Wohnstallhaus (Umgebinde)                                                                                  | Wachbergstraße 16 (Karte)                | 1. Hälfte 19. Jh., Kern womöglich älter | Obergeschoss Fachwerk, u. a. baugeschichtliche Bedeutung. Umgebinde links 2/3/1 Joche, seitlich verbrettert, Giebel ornamental verschiefert, Umgebinde und Blockstube verschalt. | 09254611 |
| Direkt Bild zu diesem Denkmal hochladen | Wohnstallhaus                                                                                              | Wachbergstraße 18 (Karte)                | bez. 1858                               | Obergeschoss Fachwerk, baugeschichtliche Bedeutung. Erdgeschoss Sandsteinquadermauerwerk, seitlich verbrettert, Giebel ornamental verschiefert, korbbogiger Türsturz. | 09254610 |
| Weitere Bilder                          | Wohnhaus (Umgebinde)                                                                                       | Wachbergstraße 22 (Karte)                | bez. 1829                               | Obergeschoss Fachwerk, baugeschichtliche Bedeutung, Umgebinde links 2/2 Joche, Blockstube verschalt. | 09254605 |
| Direkt Bild zu diesem Denkmal hochladen | Wohnstallhaus                                                                                              | Wachbergstraße 23 (Karte)                | bez. 1799 (Türstock)                    | Obergeschoss Fachwerk, bildprägend, u. a. baugeschichtliche Bedeutung. Sandsteingewände im Erdgeschoss, flachbogige Tür mit Schlussstein, Mansardwalmdach, davor großer Granittrog, größtes und von allen Seiten sichtbares Bauernhaus im Ort. | 09254606 |
| Weitere Bilder                          | Wohnstallhaus (Umgebinde)                                                                                  | Wachbergstraße 31 (Karte)                | Kern wohl 18. Jh.                       | Obergeschoss Fachwerk, baugeschichtliche Bedeutung. Umgebinde links 1/3/2 Joche, verbrettert, Umgebinde verschalt, Blockstube verbrettert. | 09254604 |
| Weitere Bilder                          | Wohnhaus (Umgebinde)                                                                                       | Wüsterbe 3 (Karte)                       | um 1800                                 | auf Sandsteinsockel, Obergeschoss Fachwerk, baugeschichtliche Bedeutung. Umgebinde links 2/2 Joche, verbrettert, Umgebinde verschalt. | 09254592 |

## Ausführliche Denkmaltexte
1. ↑  
Umgebindehaus, Hinteres Räumicht 1 

Keller: Tonnengewölbe, Sandstein. Erdgeschoss: Im Flur Gurtbogen und Gewölbekappen, Wohnstube in großen Aufenthaltsraum erweitert, Balkendecke verkleidet, ältere Bretttür vorhanden, kleinerer Raum nach Osten als Küche genutzt. 
Kuhstall: Große Kappengewölbe und Gurtbögen, Wände Sandsteinquader, teilweise als Sichtmauerwerk, Obergeschoss: Geräumiger Oberflur mit zwei Fenstern. Breite Dielenbeläge, die von der wahrscheinlich damals schon bestehenden Sägemühle besonders ausgewählt wurden, nach der Südseite ehemals zwei kleine Wohnungen. 
Dachböden und Dach: 1.Boden bis 1997 ausgebaut (drei beheizte Zimmer mit 20 Betten), Oberboden und Spitzboden, Sparrendach. (M. Hammer ).
2. ↑  
Kirche und Kirchhof Saupsdorf 

Evangelische Pfarrkirche. Große Saalkirche mit Rundbogenfenstern, Freitreppe und apsidialem Chorabschluss, datiert 1840–42, nach einem Entwurf des Wasserbaudirektors Johann Gottlieb Lohse aus Dresden. Baumeister waren Johann Gottlieb Gottsorge Nickel und Johann Gottlieb Adam aus Saupsdorf. Ausmalung der Kirche durch den Dresdner „Decorationsmaler“ Moritz Bellmann. Bauplan und Innengestaltung stehen den Normalentwürfen Karl Friedrich Schinkels sehr nahe, vgl. St. Peter und Paul auf Nikolskoe im Glienicker Park, Berlin-Zehlendorf. Restaurierung 1902 (Innenraum) und 1987–89. – Im Innern flachgedeckt, an drei Seiten eingeschossige Emporen. Ausstattung aus der Erbauungszeit. Romantische Orgel von Reiß, 1842. (Dehio Sachsen I, 1996).